# KABANERI OF THE IRON FORTRESS
『KABANERI OF THE IRON FORTRESS』（カバネリ オブ ジ アイアン フォートレス）は、2016年5月25日にSony Recordsから発売されたEGOISTの7枚目のシングルである。

## 概要
前作『リローデッド』から半年でのリリースとなるシングル。
表題曲「KABANERI OF THE IRON FORTRESS」はノイタミナ枠『甲鉄城のカバネリ』のオープニングテーマに起用された。タイトルは作品の英語表記と同じものとなっている。
販売形態は初回限定盤、通常盤の2種リリースで、初回限定盤にはPV、および『甲鉄城のカバネリ』ノンクレジットOPが収録された。

## チャート成績
5月24日付のオリコンデイリーランキングでは5位にランクインし、翌日の5月24日付では1.0万枚を売り上げて1位にランクイン。EGOISTの首位獲得は史上初の快挙となった。6月6日付のオリコン週間ランキングでは3.0万枚を売上げ2位にランクインした。また、アニメ週間チャートにおいては2作ぶりとなる1位を獲得した。
ビルボードにおいてもHot Animationにおいて4作ぶりの1位を獲得した。

## 収録曲
全作詞・作曲・編曲：ryo
1. KABANERI OF THE IRON FORTRESS [4:50]
ノイタミナ枠『甲鉄城のカバネリ』主題歌
2. It's all about you [4:04]
3. KABANERI OF THE IRON FORTRESS (TV Edit)
4. KABANERI OF THE IRON FORTRESS -Instrumental-

DVD（初回限定盤のみ）
1. KABANERI OF THE IRON FORTRESS（Music Video）
2. KABANERI OF THE IRON FORTRESS（まらしぃ Piano ver.）
3. 「甲鉄城のカバネリ」Opening ノンクレジットムービー
4. 「甲鉄城のカバネリ 序章」Opening ノンクレジットムービー

## カバー
KABANERI OF THE IRON FORTRESS
- 礒部花凜 - 2023年9月6日発売の配信シングル『KABANERI OF THE IRON FORTRESS from CrosSing』に収録。カバーソングプロジェクト『CrosSing - Music＆Voice-』の楽曲としてのリリース。